# Трайфл
Трайфл (англ. trifle) — це багатошаровий десерт, який можна знайти в британській та інших кухнях. Складається з тонкого шару савоярді, зазвичай замоченого у хересі або іншому кріпленому вині, заварного крему та фруктового складника (свіжих фруктів або желе). Існує багато різновидів трайфлу, в деяких упущено фрукти, натомість використано складники на кшталт шоколаду, кави або ванілі. Фруктові та бісквітні шари можуть бути занурені в фруктове желе. Всі інгредієнти зазвичай організовують у три-чотири шари. Зібраний десерт можна зверху покрити збитими вершками або, більш традиційно, силлабабом.
Назву трайфл використовували для десерту на кшталт фруктового дурника у шістнадцятому столітті; до вісімнадцятого століття Ганна Ґласс записує впізнаваний рецепт сучасного трайфлу з желатиновим желе. На думку деяких науковців, від трайфлу можуть походити сучасні класичні багатошарові торти.

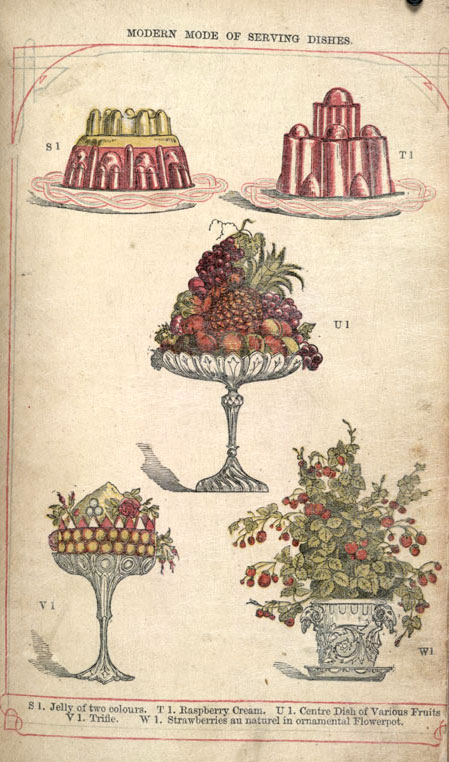
Ілюстрації з книги Ізабелли Бітон «Ведення домашнього господарства», 1861 р.

Найдавніше назву «трайфл» було використано в рецепті густих вершків, приправлених цукром, імбиром та трояндовою водою, у книзі Томаса Довсона про англійську кухню «The Good Huswifes Jewell» (прибл. перекл: Коштовність доброї господині), 1585 р. Трайфл розвинувся зі схожого десерту, відомого як дурник, і спочатку ці дві назви використовували як синоніми .
Желе вперше згадується в рецепті у пізніших виданнях книги Ганни Ґласс «Мистецтво кулінарії» (XVIII ст.). У своєму рецепті вона навчала використовувати роги оленя благородного або кістки телят як базовий інгредієнт (щоб забезпечити желатин) для желе. Поет Олівер Венделл Голмс писав про трайфл, що містив желе, у 1861 році.

## Варіації

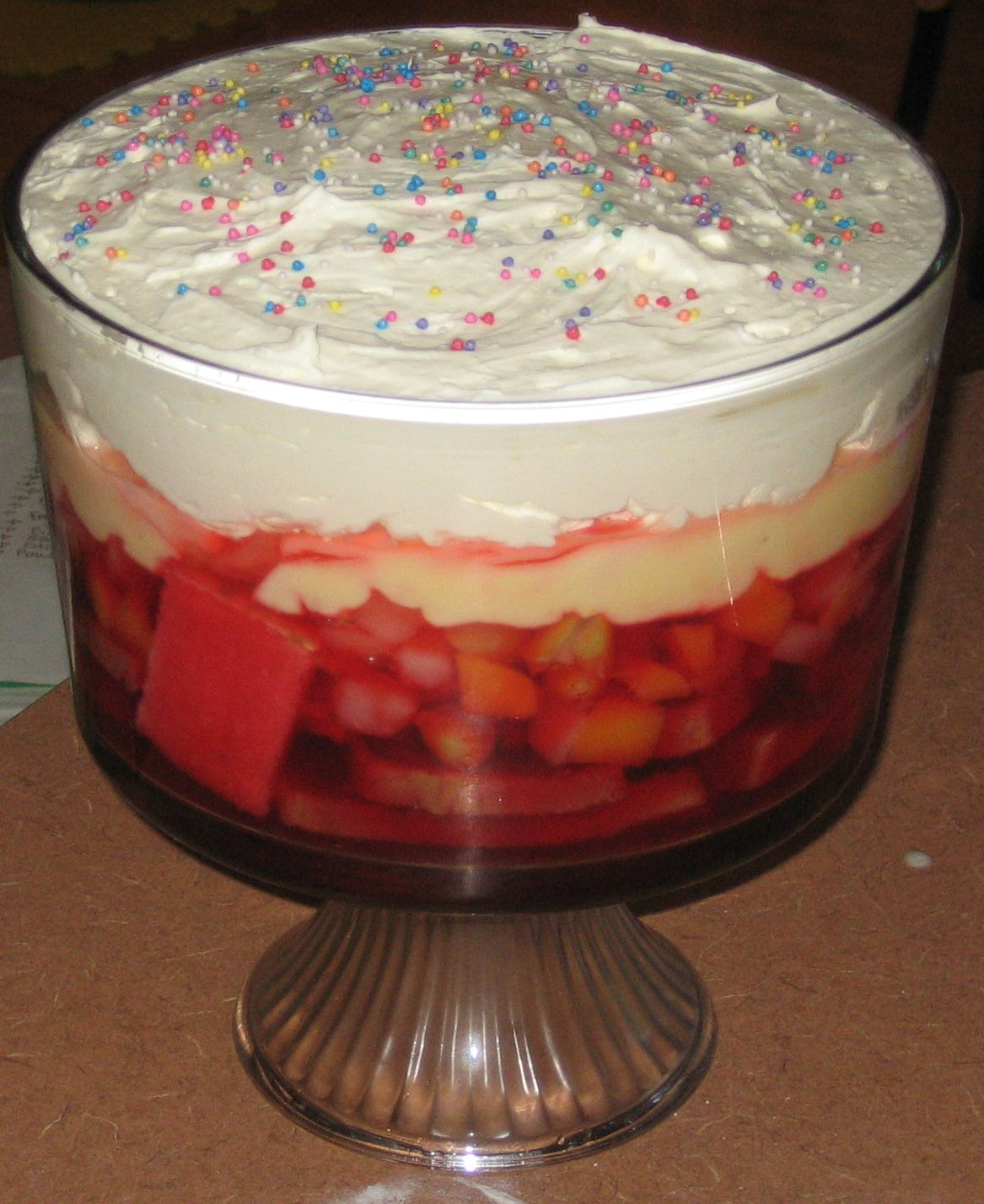
Шари трайфлу

Трайфли можуть містити невелику кількість алкоголю, як-от портвейн, пунш, родзинкове вино чи лікер кюрасао.
Шотландці мають схожу страву — tipsy laird («лендлорд напідпитку»), яку готують з лікеру Драмбуї або віскі.

## Схожі десерти
В Італії десерт, подібний і, ймовірно, заснований на трайфлі, відомий як zuppa inglese, що буквально означає «англійський суп».